# شیپی (کالیفرنیا)
شیپی (به انگلیسی: Shippee) یک منطقهٔ مسکونی در ایالات متحده آمریکا است که در شهرستان بیوت، کالیفرنیا واقع شده‌است. شیپی ۴۰ متر بالاتر از سطح دریا واقع شده‌است.